# مكاك طويل الذيل
مكاك طويل الذيل أو مكاك آكل للسرطان (الاسم العلمي:Macaca fascicularis) (بالإنجليزية: crab-eating macaque)‏ هو نوع من الحيوانات يتبع جنس السعدان المكاك من فصيلة سعادين العالم القديم.